# Dekoelakisatie

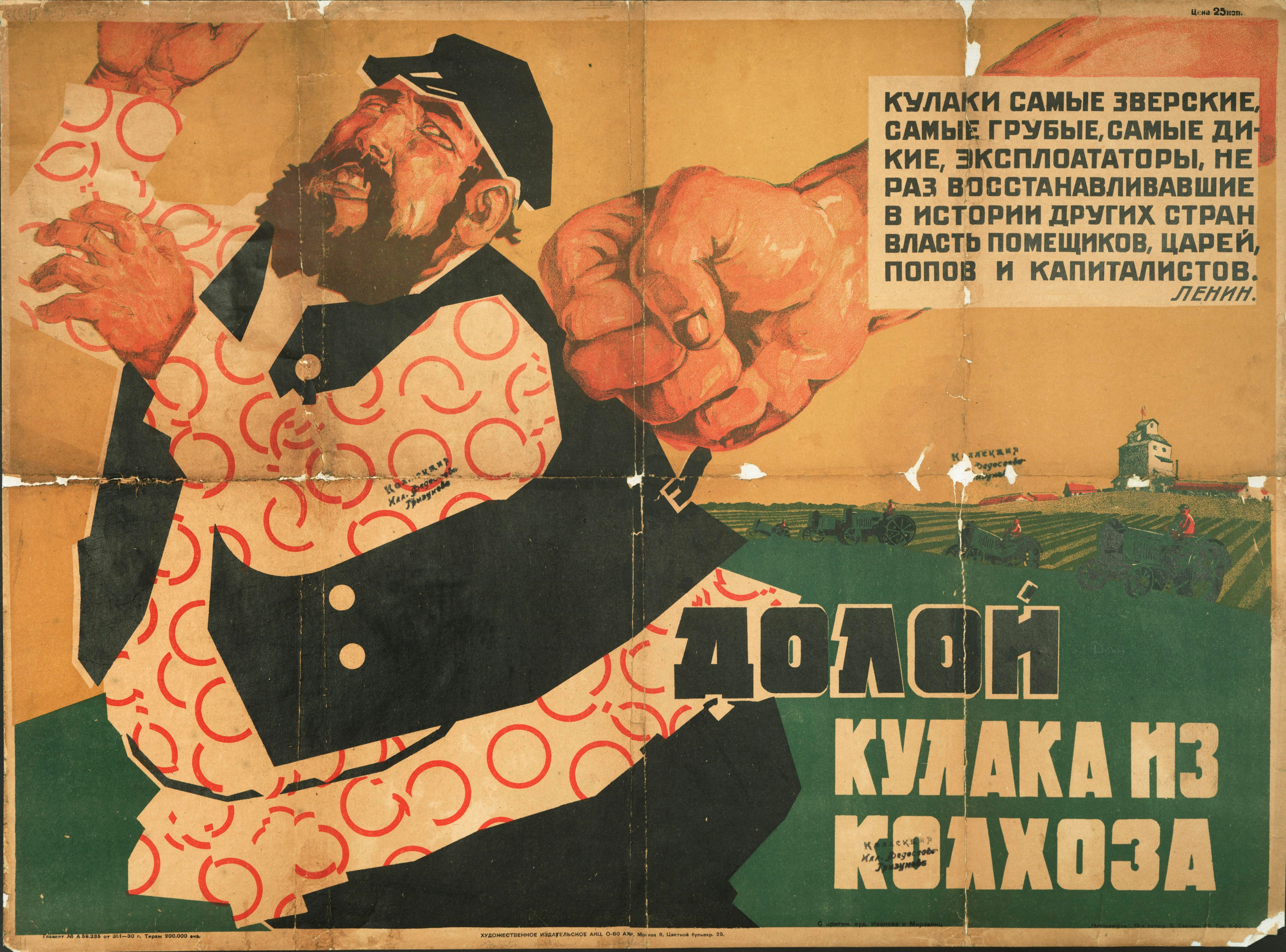
Propagandaposter uit 1930 voor de strijd tegen boeren met eigen grond. Долой кулака из колхоза betekent Weg met de koelak van de kolchoz. Rechtsboven staat een citaat van Lenin.

Dekoelakisatie (Russisch: раскулачивание, raskulachivanie, Oekraïens: розкуркулення, rozkurkulennia) was de Sovjet-campagne van politieke repressie, met inbegrip van arrestaties, deportaties en executies van miljoenen van de beter gesitueerde boeren en hun gezinnen van 1929 tot 1932. De boeren met eigen grond werden bestempeld als koelakken en beschouwd als klassenvijanden. Meer dan 1,8 miljoen boeren werden gedeporteerd in 1930-1931.
 Het aangegeven doel van de campagne was de strijd tegen de contra-revolutie en het uitbouwen van het socialisme op het platteland. Dit beleid werd gelijktijdig uitgevoerd met de collectivisatie in de Sovjet-Unie en bracht hiermee alle landbouw en de boeren in het Sovjet-Rusland onder staatscontrole.
De "liquidatie van de koelakken als sociale klasse" werd aangekondigd door Stalin op 27 december 1929. Het besluit werd geformaliseerd in een resolutie "Over de maatregelen voor de afschaffing van de Koelak-huishoudens in districten van uitgebreide collectivisatie" op 30 januari 1930. Alle koelakken werden verdeeld in drie categorieën:
1. te worden neergeschoten of gevangengenomen zoals besloten door de lokale geheime politieke politie
2. te worden verzonden naar Siberië, naar het noorden, de Oeral of Kazachstan, na inbeslagname van hun eigendommen
3. te worden uitgezet uit hun huizen en te worden geïnterneerd in werkkampen in hun eigen districten

De chef van de geheime politie, Efim Georgievich Evdokimov, organiseerde en begeleidde het oppakken van de boeren en de massa-executies.
Een combinatie van dekoelakisatie, collectivisatie en ander repressief beleid leidde tot massale hongersnood in vele delen van de Sovjet-Unie en de dood van ten minste 14,5 miljoen boeren tussen 1930 en 1937, inclusief de 5 miljoen die zijn overleden in Oekraïne tijdens de Holodomor.